# Exilioidea
Exilioidea là một chi ốc biển, là động vật thân mềm chân bụng sống ở biển trong họ Ptychatractidae.

## Các loài
Các loài thuộc chi Exilioidea bao gồm:
- Exilioidea atlantica Bouchet & Warén, 1988[2]
- Exilioidea costulata Bouchet et Warén, 1988[3]
- Exilioidea indica Bouchet et Warén, 1988[4]
- Exilioidea rectirostris (Carpenter, 1864)[5]
- Exilioidea rufocaudata (Dall, 1896)[6]